# 两轮选举制

在此例中，只有得票最高的兩位候選人進入二輪決選。

两轮选举制（英語：Two-round system）又稱兩輪投票制、兩輪決選制（Run-off election），指选举無法一次選出結果時，采用两轮投票的选举制度。兩輪選舉制是現今世界上最多國家用來選出國家元首的投票制度。

## 概要
如果某选举中没有任何一个人過半数的选票，那么选票最多的两个候选人进入下一輪选举，被选举人不得投票。适用于立法机构和总统的选举，比如法國第五共和的地方议会、国民议会議員和总统选举：
- 總統選舉所採用的制度，在第一輪投票中得到過半數選票的候選人可當選為總統，如果沒有候選人在第一輪投票中得到過半票數，則第一輪投票中得票最多的兩名候選人可以進入第二輪投票，第二輪投票中得票較多的候選人則當選為總統。
- 國民議會議員選舉採用的方式，如得票過半數即可當選，均未過半則得票率達12.5%者進入二輪決選，以得票最多者當選。

值得注意的是除單一選區外，複數選區採名單比例代表制的選舉也可兩輪投票，例如過去匈牙利國會、現今法國部份地方議會選舉。

## 選舉方式
- 經過兩輪投票，以得票過半數者當選。例如法國第三、四共和國會兩院聯席選舉總統的方法。不過，當時規定直到選出結果為止，有可能變相成多輪投票。
- 經過兩輪投票，以得票最多者當選。例如德國威瑪共和的聯邦大總統選舉。
- 在首輪投票中擇得票最多的兩人，進入二輪決選，以得票過半數者當選。例如美國副總統選舉第二輪由參議院選出方式，現行香港特別行政區行政長官選舉。
- 在首輪投票中擇得票最多的兩人，進入二輪決選，以得票最多者當選：

1. 兩輪均直接選舉。例如德意志帝国议会議員、上述的法國第五共和、巴西及智利等國的總統選舉。
2. 首輪直接選舉、次輪間接選舉。例如智利1925年憲法規定總統第二輪選舉改由國會參眾兩院聯席選出，1989年後改為兩輪投票。

- 在首輪投票中得票達到門檻者，進入二輪決選，以得票最多者當選。例如上述的法國第五共和國民議會議員選舉。
- 在首輪投票中擇得票最多的三人，進入二輪決選，以得票過半數者當選。例如美國總統選舉第二輪由眾議院選出，但上一次眾議院選出已是1824年美國總統選舉的事。1948年中華民國總統選舉亦採用此一做法，規定如沒有候選人得票過半，則得票前三的人選需進入第二輪投票。如第三輪投票仍未有結果，則由得票最多的兩位候選人進行第四輪投票。
- 在首輪投票中擇得票達到門檻前三人，進入二輪決選，以得票最多者當選。例如匈牙利於2014年汰除的國會議員選舉方法，得票率達到15%的前三人，或達15%卻不足三人則由得票最多的三人進入第二輪。

## 採用國家
總計有85個国家的总统选举采用两轮选举制。不過，並非所有国家在现行两轮选举設出50%門檻，如阿根廷，總統候選人首輪得票超過45％、或至少40％且領先第二名10%即當選，否則得票前兩名仍須進行第二輪投票。在美国，有些地方选举也采用这种形式，如路易斯安那州。另外也可能少數情形下直接當選。以下是总统选举采用两轮选举制的國家：
- 阿尔及利亚
- 阿根廷
- 奥地利
- 白俄羅斯
- 玻利维亚
- 巴西
- 保加利亚
- 布吉納法索
- 中非
- 智利
- 哥伦比亚
- 刚果共和国
- 賽普勒斯
- 捷克
- 东帝汶
- 埃及
- 薩爾瓦多
- 芬兰
- 法國
- 几内亚
- 海地
- 印度尼西亞
- 伊朗
- 利比里亚
- 利比亞
- 立陶宛
- 马达加斯加
- 马拉维
- 馬爾地夫
- 毛里塔尼亚
- 摩尔多瓦
- 蒙古国
- 蒙特內哥羅
- 莫桑比克
- 纳米比亚
- 尼日尔
- 奈及利亞
- 北馬其頓
- 北賽普勒斯
- 帛琉
- 秘魯
- 波蘭
- 葡萄牙
- 羅馬尼亞
- 俄羅斯
- 聖多美和普林西比
- 塞内加尔
- 塞爾維亞
- 塞舌尔
- 斯洛伐克
- 斯洛維尼亞
- 苏丹
- 叙利亚
- 多哥
- 突尼西亞
- 土耳其
- 乌干达
- 乌克兰
- 乌拉圭
- 葉門
- 尚比亞
- 辛巴威